# Рудрапраяг
Рудрапраяг (англ. Rudraprayag) — город в индийском штате Уттаракханд в регионе Гархвал. Административный центр округа Рудрапраяг. Средняя высота над уровнем моря — 895 метров. Расположен на месте слияния рек Алакананда и Мандакини. В 86 км от Рудрапраяга находится священное место паломничества индуизма Кедарнатх. Рудрапраяг  является одним из «пяти священных слияний» (Панч-праяг) реки Алакананды.
Согласно всеиндийской переписи 2001 года, в городе проживало 2242 человека, из которых мужчины составляли 63 %, женщины — 37 %. Уровень грамотности взрослого населения составлял 75 %, что выше среднеиндийского уровня (59,5 %). Среди мужчин уровень грамотности равнялся 80 %, среди женщин — 68 %. 13 % населения составляли дети до 6 лет.